# Miłość (Film)
Miłość (zu dt. „Liebe“) ist ein Spielfilm von Sławomir Fabicki aus dem Jahr 2012, welcher die Krise des jungen polnischen Ehepaares Maria und Tomek behandelt, deren Ausgangspunkt eine Vergewaltigung Marias durch den Stadtpräsidenten, Adam Kostrzewski ist. Fabicki ließ sich von einer Sex-Affäre inspirieren, die sich vor einigen Jahren im Rathaus von Olsztyn zugetragen hatte. Außerdem gewann er Anregungen aus der Reportage „Das ist meiner Frau widerfahren“ (To się stało mojej żonie) von Lidia Ostałowska.

## Handlung
Aus Anlass der Bewilligung von EU-Mitteln für ein kommunales Projekt organisiert Stadtpräsident Adam Kostrzewski eine abendliche Party, auf der er seine hochschwangere, für die Anträge zuständige Mitarbeiterin Maria Niedzielska zum ersten Tanz einlädt. Auf der Party feiern auch die Gattin des Präsidenten, Frau Kostrzewska und Marias Ehemann mit. Der Stadtpräsident hat Maria einen Strauß roter Rosen geschenkt, die sie auf der Toilette liegen lässt. Im Laufe der Party entscheiden sich Tomek und Maria, nach Hause zu fahren, damit sie sich erholen kann. Der Stadtpräsident besteht darauf, dass sein Fahrer sie nach Hause bringt.
In ihrem neuen Eigenheim sitzen Tomek und Maria nachts am Wohnzimmertisch, und Maria klagt, dass sie nicht mehr im Rathaus arbeiten möchte. Sie habe immer davon geträumt, mit ihrem Mann zu arbeiten. Tomek erklärt ihr, dass das gegen die Firmenpolitik verstoße, wenn Ehepartner ins Unternehmen geholt werden, obwohl sein Chef und dessen Frau eine Ausnahme bilden. Maria deutet Tomek an, dass ihr Chef mehr von ihr wolle. Tomek liegt aber daran, dass sie dort durch die EU-Projekte noch eine Zeitlang gut verdient. Er witzelt sogar, er könne das Interesse ihres Chefs an ihr verstehen, und hegt keinen Zweifel an Marias Treue. In der Nacht nutzt Tomek Marias Laptop und liest zufällig E-Mails, die sie von ihm bekommen hat. Sie sind in einem herzlich, freundschaftlichen Ton gehalten. In einer Mail sieht man einen tanzenden Teddy mit dem Gesicht des Präsidenten, der Maria damit aufmuntern wollte. Tomek wird misstrauisch, redet aber nicht darüber. Er verheimlicht ihr seine Schnüffelei.
Am nächsten Morgen will Maria freinehmen, weil es ihr nicht so gut geht. Außerdem hatte sie einen Besuch beim Frauenarzt geplant. Nachdem Tomek gegangen ist, bekommt sie eine SMS vom Präsidenten: „Schade, dass es nicht mein Kind ist.“ Sie ruft ihn an, sagt, dass sie mit ihm reden müsse und am Nachmittag im Stadtzentrum sei. Eine gewisse Zeit später klingelt der Präsident im Anzug und bringt ihr den Strauß Rosen, den sie absichtlich nicht mit nach Hause genommen hatte. Sie öffnet im Morgenmantel und ist völlig überrascht, sie will keinen Besuch von ihm. Kostrzewski überredet sie, ihn nur auf einen Tee hereinzulassen. Er eröffnet ihr, dass er sich scheiden lassen und mit ihr zusammen leben will. Er erinnert sie an ihre Mails, die er alle aufgehoben habe. Maria erklärt ihm: „Außer der Arbeit verbindet uns nichts.“ Sie geht die Treppe hoch zum Baby. Er kommt nach einer Weile hinterher, kniet vor ihr, bettelt um ihre Zuneigung, droht zugleich sie mit alten SMS als karrieregeil bloßzustellen. Dann schiebt er sie auf ihr Ehebett und vergewaltigt sie. Danach entschuldigt er sich und verlässt das Haus. Auf dem Bett liegend ruft Maria ein Taxi, das sie ins Krankenhaus bringt. Der Gynäkologe macht seine turnusmäßige Untersuchung, merkt, dass Maria Geschlechtsverkehr hatte und erinnert sie noch einmal daran, dass sich Maria und ihr Mann diesbezüglich enthalten müssen.
Als Tomek von der Arbeit kommt, merkt er nur, dass der Wasserkocher durchgebrannt ist. Maria weint, spricht aber nicht über die Tat. Tomek stöbert wieder in ihrer Mailbox, aus der sie alle Nachrichten von Kostrzewski gelöscht hat. Das Baby, Ilona Maria, kommt in Anwesenheit von Tomek im Krankenhaus zur Welt. Maria hat Probleme beim Stillen. Das Kind weint viel, sie ist überfordert. Sie kann nicht schlafen, rüttelt am Bett, statt das Kind zu wiegen. Tomek besorgt ihr beim Arzt ein Rezept, welcher ihm beiläufig erklärt, dass der Sex kurz vor dem Geburtstermin keine so gute Idee war, und nochmals zur Enthaltsamkeit mahnt. Tomek ist darüber schockiert. Maria traut sie sich nicht aus dem Haus, weil der Vergewaltiger wieder auftauchen könnte. Als sie dann doch einmal spazieren geht, sieht sie das weiße Auto des Präsidenten, lässt ihren Kinderwagen mit Ilona vor einem Hauseingang stehen und versteckt sich im Treppenhaus, von dem aus sie das Auto beobachtet. Doch sie sieht durchs Treppenfenster nur den Fahrer, der etwas beim Bäcker holt und weiterfährt. Erleichtert geht sie zum Eingang zurück, doch der Kinderwagen ist weg. Sie bekommt panische Angst, rennt durch den Park und sieht dann in einem Geschäft Polizisten sowie eine Frau, die das zurückgelassene Kind retten wollte und es in den Armen hält. Maria muss zur Polizei zur Vernehmung, von wo sie Tomek abholt.
Als er sie zu Hause fragt, warum sie Ilona alleine im Kinderwagen zurückgelassen hatte, erzählt sie ihm von der Vergewaltigung. Tomek will sie sofort zur Polizei bringen, damit sie den Präsidenten anzeigt. Doch diesen Medienrummel möchte sie nicht. Am nächsten Tag trägt Tomek mit seinem Kollegen das Ehebett auf den Sperrmüll und zerhackt es dort mit einer Axt. Tomek stellt dem Präsidenten nach, beobachtet seine Frau und seinen Fahrer, besucht ihn und seine Familie zu Hause. Im Haus umarmt ihn spontan das erwachsene Down-Kind der Familie. Die Frau weiß bereits alles und bittet Tomek, nicht ihre Familie durch das Bekanntmachen der Tat zu ruinieren. Sie gibt ihm ein A4-Briefkuvert mit 100.000 Złoty. Tomek verlässt damit das Haus und übergibt das Geld seiner Frau. Er fühlt sich von ihr betrogen, vermutet, dass der Präsident mehrfach mit Maria Sex hatte, versteht nicht, warum sie ihn in ihr Haus gelassen und Tomek nicht gleich von der Tat erzählt hatte. Maria sagt, sie sei keine Nutte, er solle das Geld zurückbringen. Tomek packt einige Sachen und zieht aus. Er schläft im Büro, dann in einer anderen Ersatzunterkunft. Das Geld zahlt Maria in eine Lebensversicherung für Ilona ein, ohne jemandem davon zu erzählen.
Tomek kann die Situation immer noch nicht verkraften. Er verhört den Fahrer des Präsidenten in einer Waschanlage und schlägt ihn. Mitten in der Stadt trifft er auch den Präsidenten beim Wasserholen an einer Quelle. Der Präsident ist freundlich – wie immer, schenkt Tomek eine Flasche Wasser, der nicht weiß was er sagen soll. Bei einem Besuch seiner Eltern merkt seine krebskranke Mutter sofort, dass er ausgezogen ist. Sie möchte das Kind sehen. Tomek zieht wieder zuhause ein, erklärt Maria, er werde alle seine väterlichen und finanziellen Pflichten erfüllen, erwarte aber keine Fragen, und möchte auch nichts über sich erzählen. Er lernt in einer Bar eine Frau kennen, mit der er am gleichen Abend Sex hat. Maria konzentriert sich aufs Kind. Einmal fährt sie mit dem Bus zur Endstation, wo sie nicht aussteigen will. Weil der Busfahrer eine längere Pause macht, nimmt sie ein Taxi zum Haus des Stadtpräsidenten, wo sie ihn und seine Frau trifft. Das zeigt Marias Verzweiflung und Hilflosigkeit. Maria und Tomek schreien sich nicht an. Selbst wenn sie sich streiten, sind sie auf eine Art zärtlich zueinander. Tomek beschreibt sein Dilemma mit den Worten: „Ich weiß nicht, ob ich Dich noch liebe.“

## Produktion und Veröffentlichung
Der Film entstand bei Odeon Rybarczyk Productions in Koproduktion mit Anagram Film. Regie führte Sławomir Fabicki, der zusammen mit Marek Pruchniewski auch das Drehbuch schrieb. Produzenten waren Marek Rudnicki und Leszek Rybarczyk. Für die Kameraführung war Piotr Szczepański verantwortlich, für den Schnitt Maciej Pawlinski. Die Hauptrollen wurden besetzt mit Julia Kijowska (Maria) und Marcin Dorociński (Tomek), Stadtpräsident Adam Kostrzewski wird durch Adam Woronowicz verkörpert.
Im Oktober 2012 kam der Film in die polnischen Kinos. Im November wurde er beim Thessaloniki International Film Festival gezeigt, danach in Georgien, Taiwan, Großbritannien und Frankreich.